# WSDL
WSDL（Web服务描述语言，Web Services Description Language）是为描述Web服务发布的XML格式。W3C组织（World Wide Web Consortium）没有批准1.1版的WSDL，当前的WSDL版本是2.0，是W3C的推荐标准（recommendation）（一种官方标准），并将被W3C组织批准为正式标准。
在诸多技术文献中通常将Web服务描述语言简写为WSDL，读音通常发为："wiz-dəl"。
WSDL描述Web服务的公共接口。这是一个基于XML的关于如何与Web服务通讯和使用的服务描述；也就是描述与目录中列出的Web服务进行交互时需要绑定的协议和信息格式。通常采用抽象语言描述该服务支持的操作和信息，使用的时候再将实际的网络协议和信息格式绑定给该服务。